# Saison 2004-2005 du FC Nantes Atlantique
Chronologie
Saison précédente Saison suivante
La saison 2004-2005 du FC Nantes Atlantique est la 42e saison d'affilée du club en Ligue 1. À l'issue d'une saison très difficile, marquée par le licenciement de l'entraineur Loïc Amisse remplacé par Serge Le Dizet, le FC Nantes frôle la relégation. 19e à l'issue de l'avant dernière journée, le FC Nantes parvient à reprendre la 17e place à la faveur d'une défaite du SM Caen sur le terrain de la lanterne rouge Istres lors de la dernière journée. Le FCNA termine 17e avec 43 points. Le bilan est de 10 victoires, 13 nuls, 15 défaites, 33 buts pour et 38 buts contre. À la fin de la saison, le propriétaire du club Serge Dassault remplace le président Jean-Luc Gripond par Rudi Roussillon.

## Résumé de la saison
L'intersaison 2004 est décisive dans la détérioration du club. Alors que la reprise de la Socpresse par Serge Dassault fait de l'industriel le nouveau propriétaire du FCNA, le président du club Jean-Luc Gripond décide de mener lui-même l'activité sur le marché des transferts et entérine la vente de sept joueurs titulaires : Mario Yepes (PSG), Sylvain Armand (PSG), Marama Vahirua (Nice), Stéphane Ziani (Servette FC), Mathieu Berson (Aston Villa) ; ainsi que le départ en fin de contrat de Nicolas Gillet (RC Lens) et Viorel Moldovan (Servette FC). Ces départs ne sont guère compensés, les recrues n'étant pas à la hauteur (notamment en attaque, avec Mamadou Bagayoko et Florin Bratu, ce dernier étant qualifié de « mélange de Djibril Cissé et de David Trezeguet » par Amisse, pour 2 buts en 13 matches lors de sa seule saison au club. Gripond est naturellement en première ligne des critiques et contesté au sein même de l'équipe.
À Noël, alors que le club est dix-septième du championnat, la contestation est rendue publique à travers des déclarations fracassantes du capitaine Mickaël Landreau : il accuse Gripond d'avoir opéré « une démolition en règle » et explique qu'il y a au club « un véritable rejet à son encontre. » Il étend ses critiques à Loïc Amisse, « totalement sous la coupe du président. » La seule conséquence est le renvoi de l'entraîneur, remplacé par Serge Le Dizet, directeur du centre de formation et entraîneur de la réserve. Ce dernier veut s'affirmer comme l'héritier de l'école nantaise et revendique la filiation de Jean-Claude Suaudeau et Raynald Denoueix lors de son entrée en fonction ; mais Le Dizet est pourtant le premier entraîneur du FCNA depuis Blazevic à n'avoir pas connu José Arribas et omet d'ailleurs de le citer.
Le reste de la saison reste très difficile, malgré des satisfactions réelles comme le titre de meilleur espoir de Toulalan et les débuts du jeune attaquant roumain Claudiu Keserü, auteur de ses trois premiers buts. Avant-dernier du classement à une journée de la fin, le club sauve sa place en L1 grâce à une victoire contre Metz (1-0, Diallo 40e) combinée aux défaites de Caen et Bastia. Il s'agit du pire classement depuis l'accès du club à la première division en 1963, la saison se termine dans une ambiance délétère et l'actionnaire Serge Dassault scelle le sort de Jean-Luc Gripond avant même le dernier match, Rudi Roussillon, bras droit de l'industriel (et ancien gardien de but amateur du Red Star et d'Auxerre) devenant le nouveau président du FCNA, au sein d'une SASP dotée d'un conseil d'administration,. Jean-Luc Gripond reste cependant au club comme président délégué.

## Effectif et encadrement

### Tableau des transferts
| Nom                 | Nationalité   | Poste     | Modalités          | Provenance/Destination    | Division              |
| ------------------- | ------------- | --------- | ------------------ | ------------------------- | --------------------- |
| Arrivées            |               |           |                    |                           |                       |
| Alexis Thébaux      | France        | Gardien   |                    | FC Nantes Atlantique rés. | CFA - D (D4)          |
| Julio César Cáceres | Paraguay      | Défenseur | Fin de contrat     | Club Olimpia              | Primera División (D1) |
| David Leray         | France        | Défenseur |                    | FC Nantes Atlantique rés. | CFA - D (D4)          |
| Denis Stinat        | France        | Défenseur |                    | FC Nantes Atlantique rés. | CFA - D (D4)          |
| Alexander Viveros   | Colombie      | Défenseur | Fin de contrat     | Boavista FC               | Primeira Liga (D1)    |
| Bocundji Ca         | Guinée-Bissau | Milieu    |                    | FC Nantes Atlantique rés. | CFA - D (D4)          |
| Aurélien Capoue     | France        | Milieu    | Transfert          | SO Romorantin             | National (D3)         |
| Miloš Dimitrijević  | Serbie        | Milieu    |                    | FC Nantes Atlantique rés. | CFA - D (D4)          |
| Goran Rubil         | Croatie       | Milieu    | Retour de prêt     | Stade lavallois MFC       | Ligue 2 (D2)          |
| Mamadou Bagayoko    | Mali          | Attaquant | Transfert          | AC Ajaccio                | Ligue 1 (D1)          |
| Florin Bratu        | Roumanie      | Attaquant | Transfert          | Galatasaray SK            | 1. Turkiye Lig (D1)   |
| Fouad Bouguerra     | Algérie       | Attaquant |                    | FC Nantes Atlantique rés. | CFA - D (D4)          |
| Claudiu Keșerü      | Roumanie      | Attaquant |                    | FC Nantes Atlantique rés. | CFA - D (D4)          |
| Ariza Makukula      | Portugal      | Attaquant | Retour de prêt     | Real Valladolid CF        | Primera División (D1) |
| Départs             |               |           |                    |                           |                       |
| Sylvain Armand      | France        | Défenseur | Transfert          | Paris Saint-Germain FC    | Ligue 1 (D1)          |
| Jean-Hugues Ateba   | Cameroun      | Défenseur | Transfert          | Paris Saint-Germain FC    | Ligue 1 (D1)          |
| Marc Boucher        | France        | Défenseur |                    |                           |                       |
| Nicolas Gillet      | France        | Défenseur | Fin de contrat     | RC Lens                   | Ligue 1 (D1)          |
| Mario Yepes         | Colombie      | Défenseur | Transfert          | Paris Saint-Germain FC    | Ligue 1 (D1)          |
| Mathieu Berson      | France        | Milieu    | Fin de contrat (?) | Aston Villa FC            | Premier League (D1)   |
| Stéphane Ziani      | France        | Milieu    | Transfert          | Servette FC               | Super League (D1)     |
| Pierre Aristouy     | France        | Attaquant | Transfert          | Aviron bayonnais FC       | National (D3)         |
| Ariza Makukula      | Portugal      | Attaquant | Transfert          | Séville FC                | Primera División (D1) |
| Viorel Moldovan     | Roumanie      | Attaquant | Transfert          | Servette FC               | Super League (D1)     |
| Marama Vahirua      | France        | Attaquant | Transfert          | OGC Nice                  | Ligue 1 (D1)          |

| Nom           | Nationalité | Poste          | Modalités          | Provenance/Destination | Division     |
| ------------- | ----------- | -------------- | ------------------ | ---------------------- | ------------ |
| Arrivées      |             |                |                    |                        |              |
| Départs       |             |                |                    |                        |              |
| Willy Grondin | France      | Gardien de but | Fin de contrat (?) | Le Mans UC 72          | Ligue 2 (D2) |

| Nom               | Nationalité | Poste     | Modalités                | Provenance/Destination | Division           |
| ----------------- | ----------- | --------- | ------------------------ | ---------------------- | ------------------ |
| Arrivées          |             |           |                          |                        |                    |
| Guillaume Norbert | France      | Défenseur | Fin de contrat           | Angers SCO             | Ligue 2 (D2)       |
| Mamadou Diallo    | Mali        | Attaquant | Transfert                | USM Alger              | Division 1 (D1)    |
| Départs           |             |           |                          |                        |                    |
| Hassan Ahamada    | France      | Attaquant | Prêt avec option d'achat | SC Beira-Mar           | Primeira Liga (D1) |
| Shiva N'Zigou     | Gabon       | Attaquant | Prêt avec option d'achat | FC Gueugnon            | Ligue 2 (D2)       |

## Compétitions

### Ligue 1
| Date              | Journée | TV       | Adversaire               | Lieu | Score | Buteurs du FCNA                 | Class. | Affluences |
| ----------------- | ------- | -------- | ------------------------ | ---- | ----- | ------------------------------- | ------ | ---------- |
| 7 août 2004       | J01     | -        | FC Metz                  | Ext. | 0 - 1 | -                               | 19     | 21.515     |
| 14 août 2004      | J02     | -        | SC Bastia                | Dom. | 1 - 1 | Ahamada 48e                     | 16     | 27.654     |
| 21 août 2004      | J03     | -        | Stade rennais FC         | Ext. | 0 - 1 | -                               | 15     | 24.457     |
| 28 août 2004      | J04     | -        | Toulouse FC              | Dom. | 2 - 2 | Bagayoko 34e, Savinaud 83e      | 15     | 26.559     |
| 11 septembre 2004 | J05     | -        | AS Saint-Étienne         | Ext. | 0 - 0 | -                               | 15     | 30.319     |
| 18 septembre 2004 | J06     | -        | FC Istres OP             | Dom. | 1 - 0 | Savinaud 54e                    | 14     | 28.115     |
| 22 septembre 2004 | J07     | -        | AS Monaco FC             | Ext. | 1 - 2 | Bratu 44e                       | 15     | 8.893      |
| 26 septembre 2004 | J08     | Canal+   | RC Lens                  | Dom. | 1 - 0 | Pujol 58e                       | 14     | 26.713     |
| 2 octobre 2004    | J09     | -        | RC Strasbourg            | Ext. | 2 - 0 | Bagayoko 35e, Toulalan 90e      | 9      | 12.691     |
| 16 octobre 2004   | J10     | TPS Star | Paris Saint-Germain FC   | Dom. | 1 - 0 | Savinaud 88e (pen.)             | 7      | 35.232     |
| 23 octobre 2004   | J11     | -        | SM Caen                  | Ext. | 1 - 2 | Bratu 7e                        | 9      | 20.529     |
| 30 octobre 2004   | J12     | -        | AC Ajaccio               | Ext. | 1 - 1 | Bagayoko 30e                    | 9      | 2.557      |
| 7 novembre 2004   | J13     | -        | AJ Auxerre               | Dom. | 1 - 1 | Bagayoko 44e                    | 9      | 31.545     |
| 13 novembre 2004  | J14     | Canal+   | Olympique lyonnais       | Ext. | 0 - 2 | -                               | 11     | 35.556     |
| 20 novembre 2004  | J15     | -        | FC Girondins de Bordeaux | Dom. | 0 - 1 | -                               | 14     | 31.393     |
| 27 novembre 2004  | J16     | TPS Star | Olympique de Marseille   | Ext. | 1 - 3 | Yapi-Yapo 58e                   | 16     | 50.124     |
| 4 décembre 2004   | J17     | -        | OGC Nice                 | Dom. | 0- 1  | -                               | 16     | 29.706     |
| 11 décembre 2004  | J18     | -        | Lille OSC                | Ext. | 1 - 2 | N'Zigou 32e                     | 16     | 13.856     |
| 19 décembre 2004  | J19     | -        | FC Sochaux-Montbéliard   | Dom. | 2 - 2 | Savinaud 20e, Faé 85e           | 17     | 28.403     |
| 12 janvier 2005   | J20     | -        | SC Bastia                | Ext. | 0 - 0 | -                               | 16     | 3.770      |
| 15 janvier 2005   | J21     | -        | Stade rennais FC         | Dom. | 2 - 0 | Keserü 30e, Savinaud 63e (pen.) | 15     | 32.472     |
| 22 janvier 2005   | J22     | -        | Toulouse FC              | Ext. | 1 - 2 | Diallo 15e                      | 15     | 23.097     |
| 26 janvier 2005   | J23     | -        | AS Saint-Étienne         | Dom. | 0 - 0 | -                               | 15     | 33.682     |
| 30 janvier 2005   | J24     | -        | FC Istres OP             | Ext. | 1 - 0 | Ca 83e                          | 15     | 5.539      |
| 5 février 2005    | J25     | -        | AS Monaco FC             | Dom. | 0 - 0 | -                               | 15     | 33.671     |
| 19 février 2005   | J26     | -        | RC Lens                  | Ext. | 0 - 2 | -                               | 16     | 31.798     |
| 26 février 2005   | J27     | -        | RC Strasbourg            | Dom. | 2 - 1 | Keserü 44e, Quint 54e           | 15     | 25.087     |
| 5 mars 2005       | J28     | TPS Star | Paris Saint-Germain FC   | Ext. | 0 - 1 | -                               | 16     | 33.737     |
| 12 mars 2005      | J29     | -        | SM Caen                  | Dom. | 2 - 0 | Bagayoko 12e, Keserü 89e        | 13     | 27.271     |
| 19 mars 2005      | J30     | -        | AC Ajaccio               | Dom. | 0 - 0 | -                               | 13     | 28.053     |
| 2 avril 2005      | J31     | Canal+   | AJ Auxerre               | Ext. | 1 - 2 | Diallo 51e                      | 15     | 9.844      |
| 9 avril 2005      | J32     | Canal+   | Olympique lyonnais       | Dom. | 2 - 2 | Cetto 44e, Bagayoko 63e         | 16     | 33.726     |
| 16 avril 2005     | J33     | -        | FC Girondins de Bordeaux | Ext. | 2 - 0 | Diallo 18e, Bagayoko 89e        | 15     | 23.968     |
| 23 avril 2005     | J34     | TPS Star | Olympique de Marseille   | Dom. | 2 - 2 | Quint 29e 46e                   | 15     | 37.022     |
| 7 mai 2005        | J35     | -        | OGC Nice                 | Ext. | 0 - 0 | -                               | 15     | 15.639     |
| 14 mai 2005       | J36     | Canal+   | Lille OSC                | Dom. | 1 - 3 | Savinaud 19e                    | 16     | 31.456     |
| 21 mai 2005       | J37     | -        | FC Sochaux-Montbéliard   | Ext. | 0 - 1 | -                               | 19     | 18.578     |
| 28 mai 2005       | J38     | -        | FC Metz                  | Dom. | 1 - 0 | Diallo 40e                      | 17     | 36.267     |

### Coupe de France
| Date                   | Tour            | Adversaire             | Niveau   | Lieu | Score | Buteurs du FCNA                       | Affluence |
| ---------------------- | --------------- | ---------------------- | -------- | ---- | ----- | ------------------------------------- | --------- |
| Samedi 8 janvier 2005  | 1/32e de finale | FC Cournon-d'Auvergne  | DH       | Ext. | 3 - 0 | Bagayoko 7e, Toulalan 91e, Keserü 88e | 5.313     |
| Samedi 12 février 2005 | 1/16e de finale | Olympique de Saumur FC | DH       | Ext. | 2 - 0 | Diallo 20e 43e                        | 17.000    |
| Mercredi 16 mars 2005  | 1/8e de finale  | US Boulogne-sur-Mer CO | CFA (D4) | Ext. | 2 - 3 | Pujol 10e, Savinaud 63e (pen.)        | 7.300     |

### Coupe de la Ligue
| Date                      | Tour            | Adversaire          | Niveau | Lieu | Score | Buteurs du FCNA      | Affluence |
| ------------------------- | --------------- | ------------------- | ------ | ---- | ----- | -------------------- | --------- |
| Mercredi 10 novembre 2004 | 1/16e de finale | Stade lavallois MFC |        | Dom. | 2 - 1 | Cetto 58e, Pujol 73e | 19.648    |
| Mercredi 22 décembre 2004 | 1/8e de finale  | AJ Auxerre          | D1     | Ext. | 1 - 2 | Ahamada 20e          | 10.472    |

### Coupe Intertoto
| Date            | Tour                | Adversaire        | Niveau | Lieu | Score | Buteurs du FCNA                      | Affluence |
| --------------- | ------------------- | ----------------- | ------ | ---- | ----- | ------------------------------------ | --------- |
| 18 juillet 2004 | 3e tour - aller     | Cork City FC      |        | Dom. | 3 - 1 | Quint 12e, Ahamada 22e, Da Rocha 65e | 11.056    |
| 24 juillet 2004 | 3e tour - retour    | Cork City FC      |        | Ext. | 1 - 1 | Pujol 73e                            | 7.500     |
| 28 juillet 2004 | 1/2 finale - aller  | FC Slovan Liberec |        | Ext. | 0 - 1 | -                                    | 4.750     |
| 4 août 2004     | 1/2 finale - retour | FC Slovan Liberec |        | Dom. | 2 - 1 | Yapi-Yapo 5e 44e                     | 21.857    |